# Gottfried I. (Eppstein)
Gottfried I. von Eppstein (* ca. 1169 oder ca. 1160 oder 1165 in Eppstein; † 1223, beigesetzt in St. Mariengreden in Mainz) war ein Adliger des Hauses Eppstein. Die Eppsteiner, denen im Spätmittelalter der Aufbau einer der bedeutendsten Adelsherrschaften in Hessen gelang und die bereits um 1200 reich begütert in Spessart, Taunus und Wetterau waren, waren als Herren hochadlig und stellten im 13. Jahrhundert gleich vier Mainzer Erzbischöfe und Kurfürsten.

## Leben
Gottfried I. war der Sohn von Gerhard I. von Eppstein (vorher Gerhard II. oder III. von Hainhausen oder Hagenhausen genannt). Der Name der Mutter ist nicht bekannt. Erstmals erwähnt wurde er 1189.
Er war verheiratet mit Isalda von Wied (* unbekannt; † unbekannt), einer Tochter von Graf Dietrich I. von Wied und Schwester des Trierer Erzbischofs und Kurfürsten Theoderich II. von Wied. Folgende Kinder gingen aus dieser Ehe hervor:
- Siegfried III. von Eppstein[1] (* 1194 oder 1195; † 9. März 1249), Erzbischof von Mainz von 1230 bis 1249
- Gerhard II. von Eppstein (* etwa 1195; † 1249)[1], er nannte sich ab 1219 Gerhard von Braubach
- Gottfried II. von Eppstein (* etwa 1199; † zwischen dem 15. März 1272 und dem 30. September 1278)[1]

Über Gottfrieds Ehefrau Isalda machten die Eppsteiner in der ersten Hälfte des 13. Jahrhunderts mit der Hälfte der Grafschaft Wied mit den Burgen Olbrück und Altwied ihre erste große Erbschaft: Die Söhne Gerhard II. und Gottfried II. einigten sich auf eine Teilung des Erbes, stellten aber sicher, dass die Besitzungen beider Linien verzahnt blieben, denn die Burgen – auch die namensgebende Burg Eppstein – wurden unter den Söhnen jeweils geteilt.